# Statuia Lupoaicei din Chișinău
Statuia Lupoaicei este o sculptură din Chișinău, Republica Moldova. Este o copie a Lupa Capitolina, dăruită de municipalitatea orașului Roma în 1921. Este un monument de for public.

## Istorie
Pentru a aminti originea romanică a populației băștinașe din Basarabia și moștenirea lingvistică comună, în 1921 municipalitatea orașului Roma a oferit municipiului Chișinău o copie a statuii Lupa Capitolina, realizată de sculptorul Ettore Ferrari. Statuia a fost instalată în fața clădirii în care Sfatul Țării (organul legislativ al Basarabiei) a votat unirea cu România. Clădirea a devenit în 1933 sediul Facultății de Științe Agricole. 

### Topirea de către sovietici
O dată cu anexarea sovietică în urma pactului Ribbentrop-Molotov, statuia a fost topită de către sovietici, care o socoteau „simbol al fascismului italian și al imperialismului român”. 

### Reașezarea primei copii
După obținerea independenței Republicii Moldova în 1990, Liga Culturală pentru Unitatea Românilor de Pretutindeni a realizat o replică a statuii, pe care a dăruit-o noului stat. Statuia a fost instalată în fața Muzeului de Istorie a Republicii Moldova.
După accederea la putere a PCRM în 2001, statuia a fost demontată de pe soclu pentru restaurare și depozitată în subsolul Muzeului.

### Reașezarea celei de-a doua reproduceri
După constituirea Alianței pentru Integrare Europeană în iulie 2009, o nouă donație din partea Ligii Culturale pentru Unitatea Românilor de Pretutindeni a permis realizarea unei noi copii (reproduceri) a statuii originale din 1921, care a fost reinstalată pe soclul ei la data de 1 decembrie 2009.

## Statut de protecție
Din 1993 până în 2018, statuia era clasificată drept monument de artă și de istorie de însemnătate națională în cadrul Registrului monumentelor ocrotite de stat din Republica Moldova. Registrul monumentelor de for public, în care se află acum, a fost creat în același an.

## Galerie

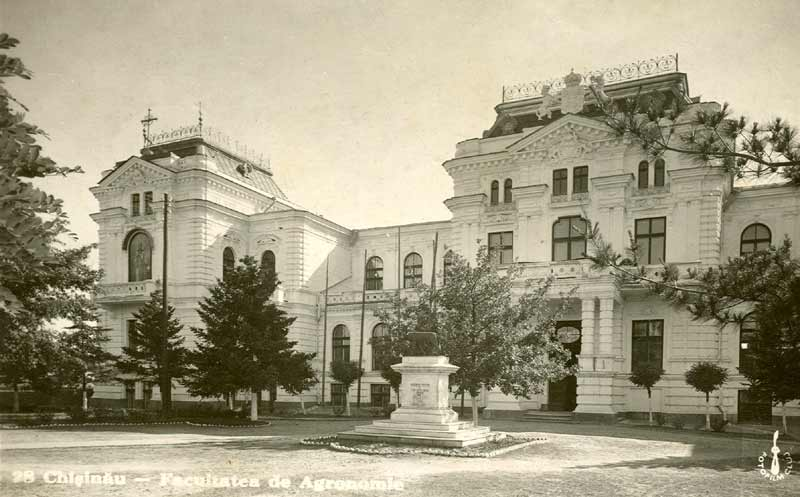
În fața Palatului Sfatului Țării, anii 1930
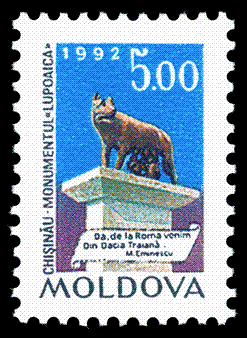
Timbru moldovenesc din 1992
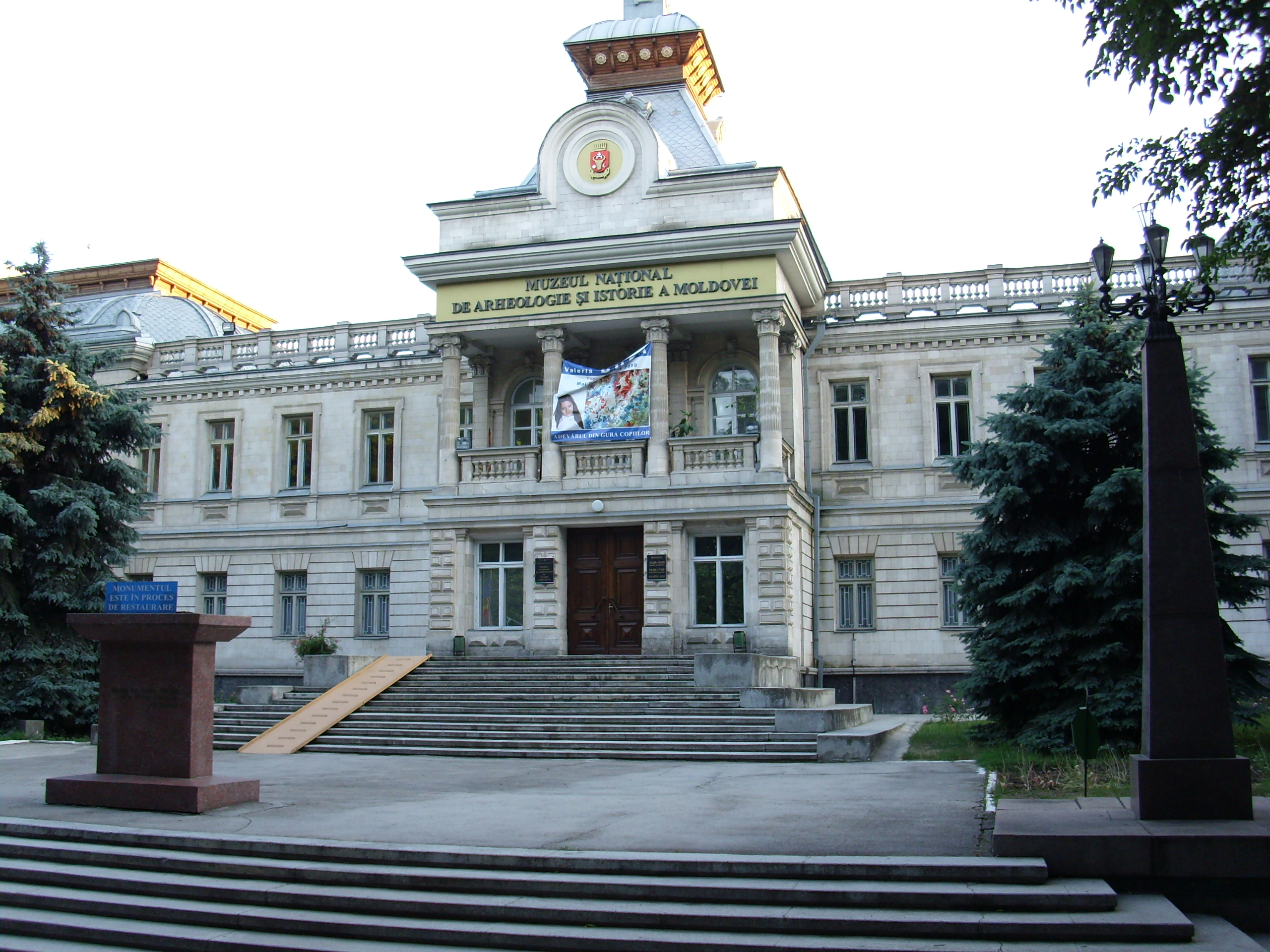
Soclul fără monument în fața Muzeului Național de Istorie, 2009